# Rushen Golemi
Rushen Golemi lub Rushen Kazanxhi (ur. 16 lipca 1935 w Durrës, zm. 27 lutego 2018) – albańska parlamentarzystka i chirurżka, autorka ponad 30 prac naukowych oraz podręczników medycznych. Jako pierwsza kobieta w historii Albanii uzyskała specjalizację w chirurgii.

## Życiorys
W 1957 roku ukończyła z wyróżnieniem studia w Wyższym Instytucie Medycznym w Tiranie, następnie do 1991 roku pracowała w jednym ze stołecznych szpitali, w tym czasie przeprowadziła ponad 10 tysięcy operacji.
W 1990 roku zaangażowała się w działalność polityczną. Rok później w wyniku wyborów parlamentarnych z 1991 roku otrzymała mandat do Zgromadzenia Ludowego, w którym reprezentowała Demokratyczną Partię Albanii. W wyborach parlamentarnych z 1992 roku uzyskała reelekcję.

## W kulturze
Na przełomie lat 70. i 80. nakręcono film dokumentalny poświęcony Rushen Golemi.

## Życie prywatne
Była córką Meleg Xejlani oraz Mahmuda Golemiego; ojciec był samorządowcem oraz żandarmem.
W 1959 roku poślubiła Alfreda Kazanxhiego, z którym miała troje dzieci: syna Konstandina oraz dwie bliźniaczki Inis i Iris. W chwili śmierci miała siedmioro wnucząt.